# Рорбах (округ)
Бецирк Рорбах — округ Австрійської федеральної землі Верхня Австрія. 
Округ поділено на 42 громад, з яких 1  місто, а ще 13 - ярмаркові містечка. 
Міста
- Рорбах-Берг

Містечка
- Айген-ім-Мюлькрайс
- Альтенфельден
- Гаслах-ан-дер-Мюль
- Гофкірхен-ім-Мюлькрайс
- Коллершлаг
- Лембах-ім-Мюлькрайс
- Нойфельден
- Нідервальдкірхен
- Оберкаппель
- Пайльштайн-ім-Мюльвіртель
- Путцлайнсдорф
- Санкт-Мартін-ім-Мюлькрайс
- Санкт-Петер-ам-Вімберг
- Зарлайнсбах
- Ульріхсберг

Сільські громади
- Афісль
- Агорн
- Арнрайт
- Атцесберг
- Ауберг
- Берг-бай-Рорбах
- Гельфенберг
- Гербіх
- Юльбах
- Кірхберг-об-дер-Донау
- Клаффер-ам-Гохфіхт
- Клайнцелль-ім-Мюлькрайс
- Ліхтенау-ім-Мюлькрайс
- Небельберг
- Нойштіфт-ім-Мюлькрайс
- Нідеркаппель
- Оеппінг
- Пфарркірхен-ім-Мюлькрайс
- Санкт-Йоганн-ам-Вімберг
- Санкт-Освальд-бай-Гаслах
- Санкт-Штефан-ам-Вальде
- Санкт-Ульріх-ім-Мюлькрайс
- Санкт-Вайт-ім Мюлькрайс
- Шлегль
- Шенегг
- Шварценберг-ам-Бемервальд

## Демографія
Населення округу за роками за даними статистичного бюро Австрії

## Виноски
1. ↑  Statistik Austria

| Австрія | Це незавершена стаття з географії Австрії. Ви можете допомогти проєкту, виправивши або дописавши її. |